# 富士郡
- 令制国一覧 > 東海道 > 駿河国 > 富士郡
- 日本 > 中部地方 > 静岡県 > 富士郡

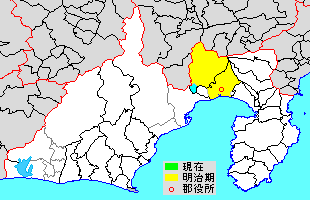
静岡県富士郡の範囲（水色：後に他郡から編入した区域）

富士郡（ふじぐん）は、静岡県（駿河国）にあった郡。

## 郡域
1879年（明治12年）に行政区画として発足した当時の郡域は、現在の行政区画では概ね以下の区域にあたる。
- 富士市の大部分（境・境南・船津・船津南・西船津・西船津南および富士川以西を除く）
- 富士宮市の大部分（富士川以西を除く）

## 歴史
富士山の名は富士郡から来るという平安前期９世紀の詩がある。
富士郡は歴史的に潤井川右岸の富士上方と潤井川左岸の富士下方とに分けられていた。富士郡の、特に富士上方と称された地域を富士氏が長きにわたって支配し続けていた。また、室町時代後期に今川氏親を後見した伊勢盛時（北条早雲）は富士下方を与えられたが、後に盛時が伊豆国を得て子孫が今川氏より自立して北条氏と称すると、この地域の支配権を巡って今川氏と北条氏の争いの一因となった。

### 近代以降の沿革
- 「旧高旧領取調帳」に記載されている明治初年時点での支配は以下の通り。●は村内に寺社領が、○は寺社等の除地（領主から年貢免除の特権を与えられた土地）が存在。（1町1宿150村）

| 知行         | 知行                       | 村数         | 村名 |
| ------------ | -------------------------- | ------------ | --- |
| 幕府領       | 幕府領                     | 1町 1宿 16村 | 東柏原新田、○中柏原新田、沼田新田、○西柏原新田、鈴川村、●吉原宿、中河原村、田島村、大坪新田、●伝法村、●○大宮町、万野原新田（大宮町のうち）、麓村、人穴村、半野村、長貫村、●岩本村、富士川新田、根原村 |
| 幕府領       | 旗本領                     | 107村        | ○依田原村、津田村、中河原新田、田島新田、○青島村、依田原新田、○東比奈村、○西比奈村、●中比奈村、○宗高村、○東宗高村、西宗高村、○中宗高村、●○中里村、長沢新田、花守村、○川尻村、西川尻村、○東増川村、○西増川村、○江尾村、三ツ沢村、桑崎村、石井村、鵜無ヶ淵村、間門村、石坂村、○厚原村、弥生村、弥生新田、香西村、香西新田、永田村、瓜島村、●上小泉村、●下小泉村、○若宮村、○大岩村、●杉田村、大淵村、○黒田村、宮黒田村、野中村、●源道寺村、●○北山村、○山宮村、○淀師村、宮原村、狩宿村、上井出村、猪ノ頭村、内野村、佐折村、原村、上条村、●下条村、青木村、青木寄合村、馬見塚村、上外神村、下外神村、上稲子村、下稲子村、●○上柚野村、下柚野村、鳥並村、大鹿窪村、○猫沢村、上山本村、下山本村、●星山村、貫戸村、●西山村、○大久保村、羽鮒村、安居山村、上中里村、下中里村、●青見村、沼久保村、●蓼原村、○藤間村、藤間新田、高島村、五味島村、○上前田村、中前田村、下前田村、柳島村、川成島村、中丸村、田子村、○鮫島村、長通村、○宮島村、○平垣村、水戸島村、●○本市場村、本市場新田、●上横割村、○下横割村、○十兵衛村、○松本村、○中島村、森下村、○柚木村 |
| 藩領         | 駿河沼津藩                 | 6村          | ●○原田村、●今泉村、●○天間村、東久沢村、西久沢村 |
| 藩領         | 相模荻野山中藩             | 2村          | ○荒田島村、○神谷村 |
| 藩領         | 三河西尾藩                 | 2村          | ○今井村、依田橋村 |
| 藩領         | 相模小田原藩               | 1村          | 外木村 |
| 幕府領・藩領 | 幕府領・旗本領             | 4村          | 田中新田、●粟倉村、○森島村、○宮下村 |
| 幕府領・藩領 | 幕府領・旗本領・荻野新田藩 | 1村          | ○大野新田 |
| 幕府領・藩領 | 幕府領・荻野新田藩         | 1村          | 檜新田 |
| 幕府領・藩領 | 幕府領・小田原藩           | 2村          | ○五貫島村、○松岡村 |
| 幕府領・藩領 | 旗本領・沼津藩             | 2村          | 入山瀬村、○精進川村 |
| その他       | 寺社領                     | 8村          | 一色村、神戸村、○中野村、今宮村、木伐山村、○神成村、阿幸地村、村山郷 |

- 1868年（慶応4年）
  - 5月24日 - 徳川宗家が駿河府中藩に転封。それにともない遠江・駿河・伊豆国内で領地替えが行われ、荻野山中藩領が相模国愛甲郡、西尾藩領が安房国平郡に転封、幕府領・旗本領が消滅。
  - 6月 - 小田原藩が戊辰戦争後の処分により減封。郡内の領地が消滅。
  - 7月13日 - 沼津藩が上総菊間藩に転封。
  - 以上の変更により、全域が府中藩の管轄となる。
- 明治初年（1町1宿143村）
  - 東比奈村・西比奈村・中比奈村が合併して比奈村となる。
  - 上前田村・中前田村・下前田村が合併して前田村となる。
  - 西川尻村が川尻村に合併。
  - 藤間村・藤間新田・高島村が蓼原村に合併。
  - 入山瀬村のうち上組が上入山瀬村、下組が下入山瀬村に分割。
- 1869年（明治2年）
  - 8月7日 - 府中藩が静岡藩に改称。
  - 大宮町から万野原新田が分立。（1町1宿144村）
- 1871年（明治4年）
  - 7月14日 - 廃藩置県により静岡県の管轄となる。
  - 宮黒田村・野中村が黒田村に合併。（1町1宿142村）
- 1873年（明治6年）（1町1宿139村）
  - 上外神村・下外神村が合併して外神村となる。
  - 木伐山村・神成村・村山郷が合併して村山村となる。
- 1874年（明治7年）（1町1宿136村）
  - 東増川村・西増川村が合併して増川村となる。
  - 長沢新田が中里村に、青木寄合村が青木村に合併。
- 1876年（明治9年）（2町1宿130村）
  - 大宮各町のうち幕府領が大宮町、寺社領が大宮西町に再編。
  - 宗高村・東宗高村・西宗高村・中宗高村・花守村が合併して富士岡村となる。
  - 東久沢村・西久沢村が合併して久沢村となる。
  - 上入山瀬村・下入山瀬村が合併して入山瀬村となる。
- 1877年（明治10年）（2町1宿125村）
  - このころ上小泉村・下小泉村・若宮村が合併して小泉村となる。
  - このころ上山本村・下山本村が合併して山本村となる。
  - このころ上中里村・下中里村・青見村が合併して大中里村となる。
- 1879年（明治12年）3月12日 - 郡区町村編制法の静岡県での施行により行政区画としての富士郡が発足。郡役所を吉原宿に設置。

### 町村制以降の沿革

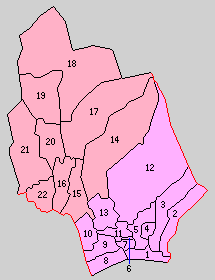
1.元吉原村 2.須津村 3.吉永村 4.原田村 5.今泉村 6.吉原町 7.島田村 8.田子浦村 9.加島村 10.岩松村 11.伝法村 12.大淵村 13.鷹岡村 14.富士根村 15.大宮町 16.富丘村 17.北山村 18.上井出村 19.白糸村 20.上野村 21.柚野村 22.芝富村（桃：富士市 赤：富士宮市）

- 1889年（明治22年）4月1日 - 町村制の施行により、以下の町村が発足。（2町20村）
  - 元吉原村 ← 今井村、東柏原新田、中柏原新田、西柏原新田、沼田新田、田中新田、檜新田、大野新田、鈴川村（現・富士市）
  - 須津村 ← 中里村、江尾村、川尻村、増川村、神谷村、大坪新田（現・富士市）
  - 吉永村 ← 比奈村、桑崎村、石井村、間門村、鵜無ヶ淵村、富士岡村（現・富士市）
  - 原田村 ← 原田村、三ツ沢村（現・富士市）
  - 今泉村 ← 今泉村、石坂村、一色村、今宮村、神戸村、依田橋村（現・富士市）
  - 吉原町（吉原宿が単独町制、現・富士市）
  - 島田村 ← 外木村、田島村、中河原村、津田村、荒田島村、田島新田、中河原新田、青島村［大部分］、依田原村、伝法村［一部］、瓜島村［一部］、蓼原村［一部］、依田原新田［一部］（現・富士市）
  - 田子浦村 ← 柳島村、前田村、鮫島村、田子村、中丸村、川成島村、宮島村、五貫島村［大部分］、富士川新田［大部分］（現・富士市）
  - 加島村 ← 下横割村、上横割村、十兵衛村、水戸島村、森島村、森下村、蓼原村［大部分］、宮下村、五味島村［大部分］、平垣村、本市場村、本市場新田、松本村［大部分］、長通村、中島村、柚木村［大部分］、岩本村［一部］、松岡村［一部］、依田原新田［一部］、永田村［一部］、富士川新田［一部］、五貫島村［一部］、青島村［一部］（現・富士市）
  - 岩松村 ← 松岡村［大部分］、岩本村［大部分］、松本村［一部］、柚木村［一部］（現・富士市）
  - 伝法村 ← 伝法村［大部分］、瓜島村［大部分］、永田村［大部分］、弥生村、弥生新田、香西村、香西新田、依田原新田［大部分］、蓼原村［一部］、荒田島村［一部］、依田原村［一部］、五味島村［一部］（現・富士市）
  - 大淵村 ← 中野村、大淵村（現・富士市）
  - 鷹岡村 ← 厚原村、天間村、入山瀬村、久沢村（現・富士市）
  - 富士根村 ← 粟倉村、村山村、大岩村、杉田村、小泉村（現・富士宮市）
  - 大宮町 ← 大宮町、大宮西町、万野原新田、黒田村、星山村、貫戸村、山本村、阿幸地村、源道寺村、安居山村、沼久保村（現・富士宮市）
  - 富丘村 ← 淀師村、大中里村、青木村、宮原村、外神村（現・富士宮市）
  - 北山村 ← 北山村、山宮村（現・富士宮市）
  - 上井出村 ← 上井出村、猪ノ頭村、人穴村、麓村、根原村、狩宿村［一部］（現・富士宮市）
  - 白糸村 ← 内野村、佐折村、原村、半野村、狩宿村［大部分］（現・富士宮市）
  - 上野村 ← 下条村、上条村、馬見塚村、精進川村（現・富士宮市）
  - 柚野村 ← 下柚野村、大鹿窪村、上柚野村、鳥並村、猫沢村、上稲子村、下稲子村（現・富士宮市）
  - 芝富村 ← 羽鮒村、西山村、大久保村、長貫村（現・富士宮市）
- 1896年（明治29年）9月1日 - 郡制を施行。
- 1923年（大正12年）4月1日 - 郡会が廃止。郡役所は存続。
- 1926年（大正15年）7月1日 - 郡役所が廃止。以降は地域区分名称となる。
- 1929年（昭和4年）8月1日 - 加島村が町制施行のうえ改称して富士町となる。（3町19村）
- 1933年（昭和8年）1月1日 - 鷹岡村が町制施行して鷹岡町となる。（4町18村）
- 1940年（昭和15年）4月1日 - 島田村が吉原町に編入。（4町17村）
- 1941年（昭和16年）4月3日 - 伝法村が吉原町に編入。（4町16村）
- 1942年（昭和17年）
  - 6月1日 - 大宮町・富丘村が合併して富士宮市が発足し、郡より離脱。（3町15村）
  - 6月14日 - 吉原町・今泉村が合併し、改めて吉原町が発足。（3町14村）
- 1948年（昭和23年）4月1日 - 吉原町が市制施行して吉原市となり、郡より離脱。（2町14村）
- 1954年（昭和29年）3月31日 - 富士町・田子浦村・岩松村が合併して富士市が発足し、郡より離脱。（1町12村）
- 1955年（昭和30年）
  - 2月11日 - 元吉原村・須津村・吉永村・原田村が吉原市と合併し、改めて吉原市が発足、郡より離脱。（1町8村）
  - 4月1日（1町6村）
    - 大淵村が吉原市に編入。
    - 富士根村が富士宮市と合併し、改めて富士宮市が発足、郡より離脱。
- 1956年（昭和31年）9月30日 - 芝富村が庵原郡内房村と合併して富士郡富原村が発足。（1町6村）
- 1957年（昭和32年）3月31日 - 柚野村・富原村が合併して芝川町が発足。（2町4村）
- 1958年（昭和33年）4月1日 - 北山村・上井出村・白糸村・上野村が富士宮市に編入。（2町）
- 1966年（昭和41年）11月1日 - 鷹岡町が富士市・吉原市と合併し、改めて富士市が発足、郡より離脱。（1町）
- 2010年（平成22年）3月23日 - 芝川町が富士宮市に編入。同日富士郡消滅。

### 変遷表
| 明治22年4月1日  | 明治22年 - 昭和28年           | 明治22年 - 昭和28年     | 明治22年 - 昭和28年     | 昭和29年 - 昭和40年           | 昭和29年 - 昭和40年    | 昭和41年 - 平成20年    | 平成21年 - 現在                | 平成21年 - 現在 |
| --------------- | ----------------------------- | ----------------------- | ----------------------- | ----------------------------- | ---------------------- | ---------------------- | ------------------------------ | --------------- |
| 大宮町          | 昭和17年6月1日 富士宮市       | 昭和17年6月1日 富士宮市 | 昭和17年6月1日 富士宮市 | 昭和30年4月1日 富士宮市       | 富士宮市               | 富士宮市               | 富士宮市                       | 富士宮市        |
| 富丘村          | 昭和17年6月1日 富士宮市       | 昭和17年6月1日 富士宮市 | 昭和17年6月1日 富士宮市 | 昭和30年4月1日 富士宮市       | 富士宮市               | 富士宮市               | 富士宮市                       | 富士宮市        |
| 富士根村        | 富士根村                      | 富士根村                | 富士根村                | 昭和30年4月1日 富士宮市       | 富士宮市               | 富士宮市               | 富士宮市                       | 富士宮市        |
| 北山村          | 北山村                        | 北山村                  | 北山村                  | 昭和33年4月1日 富士宮市に編入 | 富士宮市               | 富士宮市               | 富士宮市                       | 富士宮市        |
| 上井出村        | 上井出村                      | 上井出村                | 上井出村                | 昭和33年4月1日 富士宮市に編入 | 富士宮市               | 富士宮市               | 富士宮市                       | 富士宮市        |
| 白糸村          | 白糸村                        | 白糸村                  | 白糸村                  | 昭和33年4月1日 富士宮市に編入 | 富士宮市               | 富士宮市               | 富士宮市                       | 富士宮市        |
| 上野村          | 上野村                        | 上野村                  | 上野村                  | 昭和33年4月1日 富士宮市に編入 | 富士宮市               | 富士宮市               | 富士宮市                       | 富士宮市        |
| 柚野村          | 柚野村                        | 柚野村                  | 柚野村                  | 柚野村                        | 昭和32年3月31日 芝川町 | 昭和32年3月31日 芝川町 | 平成22年3月23日 富士宮市に編入 | 富士宮市        |
| 芝富村          | 芝富村                        | 芝富村                  | 芝富村                  | 昭和31年9月30日 富原村        | 昭和32年3月31日 芝川町 | 昭和32年3月31日 芝川町 | 平成22年3月23日 富士宮市に編入 | 富士宮市        |
| 庵原郡 内房村   | 庵原郡 内房村                 | 庵原郡 内房村           | 庵原郡 内房村           | 昭和31年9月30日 富原村        | 昭和32年3月31日 芝川町 | 昭和32年3月31日 芝川町 | 平成22年3月23日 富士宮市に編入 | 富士宮市        |
| 吉原町          | 吉原町                        | 昭和17年6月14日 吉原町  | 昭和23年4月1日 市制     | 昭和30年2月11日 吉原市        | 吉原市                 | 昭和41年11月1日 富士市 | 富士市                         | 富士市          |
| 島田村          | 昭和15年4月1日 吉原町に編入   | 昭和17年6月14日 吉原町  | 昭和23年4月1日 市制     | 昭和30年2月11日 吉原市        | 吉原市                 | 昭和41年11月1日 富士市 | 富士市                         | 富士市          |
| 伝法村          | 昭和16年4月3日 吉原町に編入   | 昭和17年6月14日 吉原町  | 昭和23年4月1日 市制     | 昭和30年2月11日 吉原市        | 吉原市                 | 昭和41年11月1日 富士市 | 富士市                         | 富士市          |
| 今泉村          | 今泉村                        | 昭和17年6月14日 吉原町  | 昭和23年4月1日 市制     | 昭和30年2月11日 吉原市        | 吉原市                 | 昭和41年11月1日 富士市 | 富士市                         | 富士市          |
| 元吉原村        | 元吉原村                      | 元吉原村                | 元吉原村                | 昭和30年2月11日 吉原市        | 吉原市                 | 昭和41年11月1日 富士市 | 富士市                         | 富士市          |
| 須津村          | 須津村                        | 須津村                  | 須津村                  | 昭和30年2月11日 吉原市        | 吉原市                 | 昭和41年11月1日 富士市 | 富士市                         | 富士市          |
| 吉永村          | 吉永村                        | 吉永村                  | 吉永村                  | 昭和30年2月11日 吉原市        | 吉原市                 | 昭和41年11月1日 富士市 | 富士市                         | 富士市          |
| 原田村          | 原田村                        | 原田村                  | 原田村                  | 昭和30年2月11日 吉原市        | 吉原市                 | 昭和41年11月1日 富士市 | 富士市                         | 富士市          |
| 大淵村          | 大淵村                        | 大淵村                  | 大淵村                  | 昭和30年4月1日 吉原市に編入   | 吉原市                 | 昭和41年11月1日 富士市 | 富士市                         | 富士市          |
| 加島村          | 昭和4年8月1日 町制改称 富士町 | 富士町                  | 富士町                  | 昭和29年3月31日 富士市        | 富士市                 | 昭和41年11月1日 富士市 | 富士市                         | 富士市          |
| 田子浦村        | 田子浦村                      | 田子浦村                | 田子浦村                | 昭和29年3月31日 富士市        | 富士市                 | 昭和41年11月1日 富士市 | 富士市                         | 富士市          |
| 岩松村          | 岩松村                        | 岩松村                  | 岩松村                  | 昭和29年3月31日 富士市        | 富士市                 | 昭和41年11月1日 富士市 | 富士市                         | 富士市          |
| 鷹岡村          | 昭和8年1月1日 町制            | 鷹岡町                  | 鷹岡町                  | 鷹岡町                        | 鷹岡町                 | 昭和41年11月1日 富士市 | 富士市                         | 富士市          |
| 庵原郡 富士川村 | 明治34年1月25日 町制          | 明治34年1月25日 町制    | 明治34年1月25日 町制    | 富士川町                      | 富士川町               | 富士川町               | 平成20年11月1日 富士市に編入   | 富士市          |
| 庵原郡 松野村   | 庵原郡 松野村                 | 庵原郡 松野村           | 庵原郡 松野村           | 昭和32年4月1日 富士川町に編入 | 富士川町               | 富士川町               | 平成20年11月1日 富士市に編入   | 富士市          |

## 行政
歴代郡長
| 代 | 氏名 | 就任年月日                | 退任年月日                | 備考                   |
| -- | ---- | ------------------------- | ------------------------- | ---------------------- |
| 1  |      | 明治12年（1879年）3月12日 |                           |                        |
|    |      |                           | 大正15年（1926年）6月30日 | 郡役所廃止により、廃官 |